# Les Aix-d'Angillon

Les Aix-d'Angillon este o comună în departamentul Cher, Franța. În 1 ianuarie 2022 avea o populație de 1.871 de locuitori.